# Горевой, Михаил Витальевич
Михаи́л Вита́льевич Горево́й (род. 19 мая 1965, Москва, СССР) — советский и российский актёр театра и кино, театральный режиссёр, педагог.

## Биография
Родился 19 мая 1965 года в Москве.
В 1987 году окончил актёрский факультет Школы-студии МХАТ (руководители курса — Виктор Монюков, Владимир Богомолов).
С 1987 по 1989 годы работал в молодёжном театре-студии «Современник-2» под руководством своего однокурсника Михаила Ефремова, созданном в 1987 году выпускниками Школы-студии МХАТ при Московском государственном театре «Современник». Был задействован в спектаклях «Пощёчина» (по мотивам романа «Зависть» Юрия Олеши) и «Тень» (по одноимённой пьесе-сказке Евгения Шварца) в постановке Михаила Ефремова.
С 1989 по 1991 год — актёр Московского академического театра имени Владимира Маяковского.
В начале 90-х Михаил Горевой вместе с семьей уехал в США. Для того, чтобы быстрее выучить английский язык он работал таксистом, официантом, готовил пиццу. Позже стал ассистентом-переводчиком у Авангарда Леонтьева в Школе Станиславского под руководством Олега Табакова в Бостоне.
Вернувшись в Россию в 1996 году, основал театр «Фабрика театральных событий».
Работает в голливудском кино, куда его приглашают, как правило, на роли «русских». Актёр поддерживает дружеские отношения с кинорежиссёром Стивеном Спилбергом, у которого он снялся в роли советского дипломата Ивана Шишкина в фильме «Шпионский мост» (2015).

### Личная жизнь
Первая жена (в браке с 1988 по 2002) — актриса Анна Марголис (род. 1968)
Дочь Дарья (род. 1987). Сын Дмитрий (род. 1989), актёр, оператор. 

## Творчество

### Работы в театре
Молодёжный театр-студия «Современник-2» под руководством Михаила Ефремова при Московском государственном театре «Современник»
- 1987 — «Пощёчина» по мотивам романа «Зависть» Юрия Олеши (режиссёр — Михаил Ефремов) — немец[4]
- 1988 — «Тень» по одноимённой пьесе-сказке Евгения Шварца (режиссёр — Михаил Ефремов) — учёный (Христиан-Теодор)[4]

Московский академический театр имени Владимира Маяковского
- 1989 — «Ящерица» по одноимённой пьесе Александра Володина (режиссёр — Евгений Лазарев) — похититель
- 1989 — «Театр времён Нерона и Сенеки» по одноимённой пьесе Эдварда Радзинского (режиссёр — Андрей Гончаров) — Амур
- 1989 — «Уроки музыки» по одноимённой пьесе Людмилы Петрушевской (режиссёр — Сергей Арцибашев) — Николай
- 1991 — «Виктория» Теренса Реттигана (режиссёр — Андрей Гончаров) — Джордж

Государственный театр наций (Москва)
- 2017 — «Аудиенция» по одноимённой пьесе Питера Моргана (режиссёр — Глеб Панфилов; премьера — 25 апреля 2017 года) — Уинстон Черчилль, премьер-министр Великобритании[8]
- 2017 — «Салемские ведьмы» по пьесе Артура Миллера в Театре на Малой Бронной (режиссёр — Сергей Голомазов. Премьера — 20 апреля 2017 года) — Дэнворт, судья, полномочный представитель губернатора.
- 2017 — «Горе от ума» по пьесе А. С. Грибоедова в Театре на Малой Бронной (режиссёр — Павел Сафонов. Премьера — 22, 23 декабря 2017 года) — Фамусов.

### Фильмография
- 1988 — Шаг (СССР, Япония) — Венька-лаборант
- 1989 — Грань — Николай Петрович Антонов, доктор
- 1989 — Молодой человек из хорошей семьи — Лёнчик
- 1990 — Уроки музыки — Николай
- 1990 — Завтра была война (фильм-спектакль) — Валя Александров
- 1992 — Аляска, сэр! — Яцек
- 1993 — Аукцион (Наш пострел везде поспел) / The Nick of Time — Сидоров
- 1996 — President и его женщина — Алексей Ефимович (Алекс)
- 1999—2000 — Каменская 1 (фильм № 6 «Смерть и немного любви») — Марат Александрович Латышев
- 2000 — Маросейка, 12 (фильм № 3 «Мокрое дело») — Валера Криксин
- 2000 — Остановка по требованию — Федотов
- 2001 — Фаталисты — Генри
- 2002 — Умри, но не сейчас (англ. Die Another Day) — Владимир Попов, русский учёный, создатель «Икара»
- 2002 — Цирк —
- 2003 — Next 3 — Милевский, психиатр
- 2003 — Антикиллер 2: Антитеррор — Миша Печенков («Печёный»), наркодилер
- 2003 — Закон Мёрфи (англ. Murphy's Law; Великобритания) — Николай
- 2003 — Как бы не так — Макс
- 2004 — Надежда уходит последней — Сергей Рогозин
- 2004 — Холостяки — «Труба»
- 2005 — Зеркальные войны. Отражение первое — Манфред, наёмник
- 2005 — КГБ в смокинге — Матвей Тополев, полковник КГБ СССР
- 2005 — Мужской сезон. Бархатная революция — клерк
- 2005 — Убойная сила 6 (серия № 11 «Ставки сделаны») — Заботин, хозяин игорного дома
- 2006 — Бандитский Петербург 9. Голландский пассаж — Максим Алексеевич Фёдоров
- 2006 — Битва за космос (англ. Space Race; документальный) — Иван Александрович Серов, председатель Комитета государственной безопасности СССР
- 2006 — Мустанг — Денисов (не был завершён)
- 2006 — Охота на гения — Сергей Бутенко, микробиолог
- 2006 — Сдвиг — Марков
- 2006 — Точка — «Хозяин»
- 2006—2007 — Ангел-хранитель (укр. Янгол-охоронець) — Иннокентий Апполонович Иволгин, адвокат
- 2007 — Бегущая по волнам — капитан Гез
- 2007 — Бой с тенью 2: Реванш — Майкл Левински, спортивный промоутер Артёма Колчина в Америке
- 2007 — Ярик — «покупатель», курьер организованной преступной группы
- 2007 — Марш Турецкого. Возвращение (фильм № 4 «Клюква») — Дмитрий Шумилов, разработчик уникального иммуномодулятора «Клюква», отец Игната
- 2007 — Ситуация 202 (фильм № 4 «Особый период») — председатель правления
- 2008 — 45 см (не был завершён) — босс
- 2008 — Безумный ноябрь — Сергей Владимирович Сильвестров, кинорежиссёр
- 2008 — Господа офицеры: Спасти императора — Лозинский, прапорщик
- 2009 — Вольф Мессинг: видевший сквозь время — Эрик Ян Хануссен, австрийский ясновидящий
- 2009 — Дом на Озёрной — телепродюсер
- 2009 — Журов (фильм № 6 «Предвыборный ход») — Сергей Викторович Бородин, кандидат в мэры города Задольска
- 2009 — Кромовъ — Вадим Гончаров
- 2009 — ЛОпуХИ: эпизод первый — «Патриция Каас», помощник босса мафии
- 2009 — На игре — Виктор Покровский
- 2009 — Путь — человек в чёрном
- 2009 — Самый лучший фильм 2 — «Горбунов»
- 2009 — Случайная запись — Александр Николаевич Вапилов
- 2009 — Я буду жить! — Михаил, продюсер
- 2010 — Варенье из сакуры (эпизод № 1 «Японский городовой») — Лазарь Иванович, кредитор
- 2010 — Энигма (серия № 6 «Целитель») — Александр Цыбин
- 2010 — Дом Солнца — сотрудник КГБ
- 2010 — Дочки-матери — Геннадий Алексеевич, муж Нины
- 2010 — Анжелика — Борис Сергеевич
- 2010 — Гаишники (фильм № 9 «Последний патрон») — Сергей Петрович Родичев, президент холдинга «КиттиКис»
- 2010 — Последняя минута (серия № 11 «Кастинг») — Шуляк, актёр
- 2010 — Ефросинья — Роман Борисович Бобров, геолог, начальник экспедиции
- 2010 — На игре: Новый уровень — Виктор Покровский
- 2010 — Раскрутка — Алексей Андреевич Тихонов («Тиша»), частный сыщик, бывший оперуполномоченный
- 2010 — Солдаты-16 — похититель
- 2010 — Цветы от Лизы — Савва, дизайнер одежды
- 2011 — Бой с тенью 3D: Последний раунд — Майкл Левински, спортивный промоутер Артёма Колчина в Америке
- 2011 — Манна небесная — Сергей Дюдиков («Дюдя»), курьер
- 2011 — Две дамы в Амстердаме — «Врубель»
- 2011 — Охотники за бриллиантами — Константин Алексеевич Коренев, полковник милиции, новый начальник Шахова
- 2011 — Пять невест — Кузичев, политрук
- 2012 — Костоправ (серии № 9 «Вампир» и № 11-12 «Биотеррор») — Пётр Евграфович Стасов
- 2012 — Мамы (новелла № 3 «Я — не Коля») — Свинцов
- 2012 — Соловей-разбойник — Григорий Поляков («Поля Грек»)
- 2012 — Легавый — Игорь Витальевич Павливкер, майор НКГБ
- 2012 — Дело следователя Никитина — Николай Пинчук, сотрудник НКВД
- 2012 — Клуши, или Невероятные приключения русских в Панаме — Кирилл, жених
- 2012 — Любопытная Варвара (серия № 3 «Собачья работа») — Максим Федорченко, друг Сенчина
- 2012 — Отдам котят в хорошие руки — Олег Эдуардович Ниткин, новый владелец и директор радиостанции
- 2013 — Учитель в законе. Возвращение — Арнольд Витальевич Вернер («Циркач»), криминальный авторитет
- 2013 — Виолетта из Атамановки — Григорий Орлов, отец Надежды
- 2013 — Доктор Смерть — Кирилл Тюльпанов, актёр, брат Егора
- 2013 — В спорте только девушки — Игорь Леонидович, управляющий
- 2013 — Кремень. Освобождение — Грушницкий, лидер группировки контрабандистов
- 2013 — Холодное блюдо — Сергей Андреевич Дёмин
- 2014 — Легавый 2 — Игорь Витальевич Павливкер, заключённый, полковник НКГБ/МГБ
- 2014 — Московская борзая — Морозов
- 2014 — Лёгок на помине — Борис
- 2014 — Высокая кухня — Юрий Юдин
- 2014 — Форт Росс: В поисках приключений — капитан пиратов
- 2014 — Контуженый, или Уроки плавания вольным стилем — Георгий Кочеревский («Кочерга»), наркобарон
- 2014 — Марш-бросок. Охота на «Охотника» — Горин
- 2014 — Метеорит — Кирилл Степанович Сазонов («Сазан»), криминальный авторитет
- 2014 — Чемпионы (новелла «Биатлон») — тренер
- 2014 — Тайный город — «Нытик»
- 2014 — Тайный город 2 — «Нытик»
- 2015 — Шпионский мост (США) — Иван Александрович Шишкин, советский дипломат
- 2015 — Обратная сторона Луны 2 — Никифоров, водитель
- 2015 — Клетка — Ефимо́вич
- 2015 — Перекрёстки судьбы — Мельницкий
- 2015 — Свет и тень маяка — Андрей Головин
- 2016 — Ищейка (серия № 2) — Денис Будров, сотрудник Федеральной миграционной службы, друг Мишина
- 2016 — По следу (Отпетые напарники) (Гонконг, США, КНР) — Дмитрий
- 2016 — Следователь Тихонов — Павел Афанасьевич, преподаватель московской консерватории, любовник Обнорской
- 2016 — Екатерина. Взлёт — Степан Иванович Шешковский, тайный советник Тайной экспедиции
- 2017 — Свидетели (серия № 1 «Заложник») — эпизод
- 2017 — Ковчег — Павел, мэр, одноклассник Николая
- 2017 — Телохранитель киллера (США) — Левитин, адвокат Владислава Духовича (в титрах — Майкл Гор)
- 2018 — Магия превыше всего — Верховный Чародей
- 2018 — Клубаре
- 2018 — Непрощённый — Владимир Савчук
- 2018 — Хантер киллер (США) — Дмитрий Дуров, Министр обороны России
- 2018 — Презумпция невиновности — Артур Олегович, криминальный бизнесмен
- 2018 — Пуля — Сергей Максимович Антонов, держатель пакета акций нефтяной компании
- 2018 — Вася Обломов — Добро пожаловать — Врач
- 2018 — Русалки — Егор Степанович Тихонов
- 2019 — Скажи что-нибудь хорошее — Роман Аркадьевич Поляков, криминальный бизнесмен
- 2019 — Тёмная как ночь. Анна Каренина 2019 (к/м) — следователь
- 2019 — Одна историческая ошибка (короткометражный) — Лев Троцкий
- 2020 — Перевод с немецкого — Порфирий Игнатьевич Червоненко
- 2020 — Бодибилдер — Виктор, врач скорой помощи
- 2020 — Водоворот — Гартуков, бывший директор детдома
- 2020 — Катран — Анатолий Анатольевич Степанов, работник Общего отдела ЦК КПСС
- 2021 — Красный призрак — актёр
- 2021 — Тайна Лилит — Илья Александрович Жарков
- 2021 — Криминальный доктор — Иван Матвеевич Морозов
- 2022 — Чикатило — психиатр
- 2022 — Тотемы (Франция) — Дмитрий Емелин, сотрудник КГБ
- 2022 — Компромат (Франция) — Дмитрий Ростов, сотрудник ФСБ
- 2024 — Золото Умальты — Киприян
- 2024 — Ректор — Вячеслав Павлович Богомолов
- 2024 — Кореша — Додин

### Телевидение
На телеканале «РЕН ТВ»:
- С 24 марта 2024 года по настоящее время читает текст диктора программы «Легенды и Мифы»;
- С 1 ноября 2024 года по настоящее время (периодически) является ведущим программы из цикла «ВЕЛИКИЕ»;
- 14 мая 2025 года читал текст диктора документального фильма «Боевые лазеры: Охота за супероружием» (две серии).